# Stephen Glass (Fußballspieler)
Stephen Glass (* 23. Mai 1976 in Dundee, Schottland) ist ein ehemaliger schottischer Fußballspieler, und aktueller Fußballtrainer. In seiner Karriere als Spieler stand Glass in seinem Heimatland Schottland, England und den USA unter Vertrag und war darüber hinaus im Jahr 1998 einmal für die schottische Fußballnationalmannschaft aktiv. Nach dem Ende seiner Spielerlaufbahn im Jahr 2011 arbeitet Glass als Trainer.

## Karriere

### Als Spieler
Stephen Glass begann seine Karriere beim FC Aberdeen, wo er als einer der talentiertesten jungen Spieler galt. In der Saison 1994/95 kam er auf erste Einsätze als Profi, als sich Aberdeen überraschend in Abstiegssorgen befand. Glass verhalf den „Dons“ mit Toren in den Abstiegs-Playoffs gegen Dunfermline Athletic zum Klassenerhalt in der Premier Division. Im November 1995 gewann Glass mit seinem Verein den schottischen Ligapokal im Finale gegen den FC Dundee.
Im Juli 1998 wechselte der 22-Jährige Glass für eine Ablösesumme von 650.000 £ zum englischen Premier-League-Team Newcastle United. In seiner ersten Saison im St. James’ Park kam Glass auf 29 Einsätze in allen Wettbewerben, kam aber ab Februar 1999 durch eine Verletzung zunächst zu keinem weiteren. Im FA-Cup-Finale 1999 gegen Manchester United in Wembley wurde er für Temur Kezbaia eingewechselt. Durch längere Knieprobleme pausierte er in den folgenden Spielzeiten häufiger. Unter Bobby Robson kam er nur sporadisch zum Einsatz. Am Ende der Saison 2000/01 verließ er den Verein.
Im Sommer 2001 unterschrieb Glass einen Vertrag beim Zweitligisten FC Watford. Er war einer von wenigen erfolgreichen Verpflichtungen von Gianluca Vialli. In der Spielzeit 2001/02 wurde Watford trotz zahlreicher Investitionen am Ende der Saison nur 14. der Tabelle. Nachdem Vialli Watford verlassen musste, spielte Glass unter seinem Nachfolger Ray Lewington weiterhin eine wichtige Rolle im Verein. Glass musste 2003 den Verein aufgrund von finanziellen Zwängen verlassen als sein Vertrag endete.
Daraufhin ging Glass zurück nach Schottland, und er unterschrieb bei Hibernian Edinburgh. Unter Tony Mowbray war er im Mittelfeld der „Hibs“ häufig gesetzt. Als im Oktober 2006 Mowbray durch John Collins als Hibs-Trainer abgelöst wurde, kam Glass kaum noch zum Einsatz und wurde ab Januar 2007 verliehen. Bei seiner halbjährigen Leihe bei Dunfermline Athletic konnte Glass überzeugen, obwohl der Verein am Ende der Saison 2006/07 absteigen musste. Ab Juli 2007 wurde Glass fest verpflichtet. Zu Beginn der Zweitligasaison 2008/09 wurde Glass von Trainer Jim McIntyre zum Vizekapitän von Scott Wilson ernannt. Ein Jahr später wurde Glass selber Kapitän der Mannschaft. Nach einer Knieverletzung wurde sein auslaufender Vertrag 2010 nicht verlängert.
Nach einem Dreivierteljahr ohne Verein, spielte Glass zwischen März und Dezember 2011 bei den Carolina RailHawks in der North American Soccer League. In der Saison 2011 gewann er die „Regular Season“, verlor allerdings im Halbfinale der Play-offs mit seinem Verein gegen die Minnesota Stars. Danach veranlasste ihn ein defektes Hüftgelenk sich vom Fußballspielen zurückzuziehen, und beendete er seine Karriere.
Zwischen 1995 und 1997 spielte Glass für die schottische U21. Sein Debüt gab er im Juni 1995 während des Turniers von Toulon gegen Mexiko. 1996 nahm er mit der U21 an der Europameisterschaft in Spanien teil. Im Jahr 1998 spielte Glass unter Craig Brown einmal für die schottische Fußballnationalmannschaft gegen Färöer. Beim 2:1-Sieg im Qualifikationsspiel anlässig der Europameisterschaft 2000 in Aberdeen wurde Glass in der 79. Minute für Allan Johnston eingewechselt.

### Als Trainer
Nach seinem Ende der Karriere als aktiver Fußballspieler wurde Glass im Januar 2012 Co-Trainer bei den Shamrock Rovers in Irland unter Stephen Kenny der ihn selber in Dunfermline trainiert hatte. Nachdem Kenny im September 2012 entlassen worden war, wurde Glass zum Interimstrainer ernannt. Mit ihm an der Seitenlinie gewannen die Rovers vier Spiele und verloren zwei. Danach war Glass in den beiden folgenden beiden Jahren unter Brian Laws und Trevor Croly jeweils wieder in der Funktion des Co-Trainers tätig.
Von März 2017 bis Juli 2018 war er Jugendtrainer bei den Carolina Rapids die Teil von Charlotte Independence sind.
Nachdem er im August 2018 Akademie-Trainer von Atlanta United wurde, war er ab Februar 2019 Cheftrainer von Atlanta United 2. Im Juli 2020 wurde Glass zum Interimstrainer von Atlanta United, nachdem Frank de Boer den Verein wenige Tage zuvor einvernehmlich verlassen hatte. Glass kehrte danach in seine Funktion bei Atlanta United 2 zurück, nachdem Gabriel Heinze im Januar 2021 zum neuen Trainer der ersten Mannschaft des Vereins ernannt worden war.
Im März 2021 wurde Glass als Nachfolger von Derek McInnes beim FC Aberdeen neuer Cheftrainer. Im Februar 2022 wurde Glass in Aberdeen entlassen.